# پشت چشم‌هایش
پشت چشم‌هایش (به انگلیسی: Behind Her Eyes) یک مجموعه تلویزیونی اینترنتی با موضوع جنایی، دلهره‌آور روان‌شناختی است که توسط استیو لایت‌فوت ساخته شده است. داستان این سریال برگرفته از رمانی که در سال ۲۰۱۷ با همین نام و به قلم سارا پینبرو است، می‌باشد. ترجمهٔ این کتاب به زبان فارسی در ایران هم با عنوان پشت چشم‌هایش موجود است. این سریال در ۱۷ فوریه ۲۰۲۱ در شبکه نتفلیکس قرار گرفت. بازیگرانی که در این سریال کوتاه نقش‌آفرینی کردند سیمونا براون، تام بیتمن، ایو هیوسن و رابرت آرمایو می‌باشند.

## داستان
در سریال پشت چشمهایش، داستان لوییس که یک مادر مجرد است به تصویر کشیده می‌شود که دنیایش پس از ملاقاتش و رابطه‌اش با رییسش تغییر می‌کند. رئیس او دیوید و همسرش آدل نام دارند. زندگی لوییس زمانی که با آدل دوست می‌شود بیشتر تحت تأثیر قرار می‌گیرد. زمانی که یک مثلث عشقی به وجود می‌آید، داستان تاریک جنایی روان‌شناسی شکل می‌گیرد. لوییس خود را در مخمصه‌ای خطرناک می‌یابد و می‌فهمد هیچ‌کس آنطور که به نظر می‌رسد نیست.

## بازیگران و نقش‌ها
- ایو هیوسن در نقش آدل فرگینسون
- سیمونا براون در نقش لوییس بارنسلی
- تام بیتمن در نقش دکتر دیوید فرگینسون
- رابرت آرمایو در نقش راب هویل
- تیلور هوویت در نقش آدام
- جورجی گلن در نقش سو
- نیکلا برلی در نقش سوفی
- روشن ست در نقش دکتر شارما
- نیلا آلیا در نقش گیتا شارما
- اوا برتیستل در نقش ماریان

## قسمت‌ها
قسمت اول «ملاقات شانسی» به کارگردانی اریک ریشتر استرند، نویسنده استیو لایتفوت. تاریخ اکران ۱۷ فوریه ۲۰۲۱. موضوع داستان: در یک بار ریختن یک نوشیدنی باعث شروع یک روز کاری عجیب برای لوییس شد. لوییس شب‌ها از اختلال کابوس دیدن رنج می‌برد. دیوید آدل را به همکاران جدیدش معرفی می‌کند.
قسمت دوم «رویاهای واضح» به کارگردانی اریک ریشتر استرند، نویسنده استیو لایتفوت. تاریخ اکران ۱۷ فوریه ۲۰۲۱. موضوع داستان: زندگی شخصی دیوید و آدل و نگاهی به کتابچه دستی راب در مورد رؤیاها برای لوییس سوال‌های بی پاسخ بسیاری پیش می‌آورد.
قسمت سوم «در اول» به کارگردانی اریک ریشتر استرند، نویسنده آنجلا لامانا. تاریخ اکران ۱۷ فوریه ۲۰۲۱. موضوع داستان: برای قاوت بهتر لوییس رابطه اش را با دیوید و آدل عمیق‌تر می‌کند و در ازدواج پیچیده آنها غرق می‌شود.
قسمت چهار «راب» به کارگردانی اریک ریشتر استرند، نویسنده آنجلا لامانا. تاریخ اکران ۱۷ فوریه ۲۰۲۱. موضوع داستان: زندگی دیوید به خاطر اتهام به خشونت به چالش کشیده می‌شود و اخبار تکان دهنده تری در انتظار او و لوییس می‌باشد زمانی که آدل حقیقتی را که مانند بمب تأثیر گذار است، رو می‌کند.
قسمت پنجم «در دوم» به کارگردانی اریک ریشتر استرند، نویسنده استیو لایتفوت. تاریخ اکران ۱۷ فوریه ۲۰۲۱. موضوع داستان: بر خلاف اخطارهایی که دیوید داده بود، لوییس نتوانست از ابهاماتی که دربارهٔ آدل داشت بگذرد. آدل دانه‌های شک را در مورد اینکه چه اتفاقی برای راب در امارت خانوادگیشان افتاده بود، می‌کارد.

## تولید

### پیشرفت کار
در ۲۵ ژانویه ۲۰۱۹، اعلام شد ک شبکه نتفلیکس شروع به ساخت یک سریال شش قسمتی در فصل اولش نموده است. استیو لایتفوت سازنده فیلم بوده. در آگوست ۲۰۱۹، اعلام شد که اریک ریشتر استرند کارگردان این سریال محدود خواهد بود.

### نقش‌آفرینی
در اوت ۲۰۱۹ تأیید شد که سیمونا براون، ایو هیوسن، تام بیتمن و رابرت آرمایو بازیگران این سریال کوتاه شش قسمتی خواهند بود.

### فیلمبرداری
عکاسی و فیلمبرداری برای این سریال کوتاه از ژوِئن تا اکتبر ۲۰۱۹، در لندن و اسکاتلند انجام شد.